# Allocation de rentrée scolaire en France
Pour les articles homonymes, voir ARS et Allocation de rentrée scolaire.
L'allocation de rentrée scolaire, abrégée par le sigle ARS, est une prestation sociale versée annuellement peu avant la rentrée scolaire (vers le 20 août), par les caisses d'allocations familiales (CAF) et les caisses de mutualité sociale agricole (MSA), aux familles ayant à charge au moins un enfant âgé de 6 à 18 ans et scolarisé, mais dont les revenus sont les plus modestes, pour les aider à assumer le coût de la rentrée scolaire : achat des fournitures scolaires, inscription aux activités culturelles et sportives, frais de cantine, dépenses d'ameublement et de vêtements pour les enfants... Jusqu'en 1998, elle n'était versée qu'aux familles bénéficiaires d'une autre prestation familiale ou d'une allocation logement familiale (à l'exclusion de l'aide personnalisée au logement).
L'ARS a été créée par la loi de finances rectificative pour 1974.

## Condition de ressource
En 2019, le plafond de ressources est du Salaire minimum interprofessionnel de croissance (SMIC) augmenté d'un tiers. Ce plafond comprend toutes les ressources (salaire, revenu locatifs, épargne imposable, allocations et pensions et autres).
Comme le plafond comprend l'ARS elle-même, l'ARS est réduite de telle manière qu'en ne la comptant pas on ne dépasse pas le plafond.
- Exemple pour un enfant de 6 à 10 ans (ARS normale de 368,84 euros), en 2019, on touche 0,84 euro d'ARS différentielle pour 25064 euros de revenu annuel, 1,84 euro pour 25063 de revenu annuel, 2,84 pour 25062 etc. jusqu'à toucher l'ARS normale pour 24696 euros de revenu annuel. Le calcul vérifie Revenus+ARS perçue < 1,333(SMIC)+ARS complète ce qui fait qu'au plafond on touche l'allocation complète (368,84), mais si on dépasse le plafond de n on touche l'allocation réduite de n.

## Montant
Le montant est régulièrement réévalué par des décrets en Conseil d'État, afin de tenir compte de l'inflation. Depuis 2008, il diffère selon l'âge de l'enfant. Pour l'année 2016, il est de 363€ pour les enfants de 6 à 10 ans, 383.03€ pour les enfants de 11 à 14 ans et 396.29€ pour les jeunes de 15 à 18 ans.

## Spécificités outre-mer
Comme pour toutes les allocations françaises les plafonds de ressources sont étendus pour les départements et collectivités d'outre-mer. En pouvoir d'achat le différentiel est encore plus sensible car le smic est moindre dans certaines collectivités, mais le coût de certains produits importés y est plus cher, comme par exemple les carburants, et les services publics moins présents quant au nombre de fonctionnaires par habitant.
En sus, à Mayotte la limite d'âge est portée à 20 ans au lieu de 18 ans. Ceci concerne bien les majeurs inscrits dans un établissement scolaire préparant un diplôme équivalent au bac ou de niveau inférieur, car si le diplôme préparé est d'un niveau supérieur l'étudiant bascule dans le régime des bourses versées par le Crous.

## Cas particuliers

### Tutelles
Bien que l'allocation soit versée aux « parents » c'est bien l'« enfant » seul qui est cité dans la loi, c'est pourquoi pour les pupilles (orphelins) et pour les enfants placés en institutions l'aide est versée sur un compte bloqué qui sera débloqué à la majorité. De sortes que les familles d'accueil, institutions et éventuels tuteurs ne touchent aucunement l'allocation mais ont le devoir de la demander dans l'intérêt de l'enfant.

### Enfants majeurs
Dès que l'enfant a 18 ans révolus (20 ans à Mayotte) les parents ne touchent plus l'allocation et le plafond pour les éventuelles fratries mineures est réduit.

### Élèves mineurs de l'enseignement supérieur
Les conditions de ressources pour les bourses du Crous étant parfois inférieures, les parents d'enfants de 17 ans inscrits dans l'enseignement supérieur peuvent n'avoir aucune allocation alors qu'ils auraient eu droit à l'allocation de rentrée scolaire si l'enfant était scolarisé à un niveau inférieur.[réf. nécessaire]